# Zawała
Zawała – zapora przeciwpancerna budowana z drzew o średnicy ponad 25 cm, ściętych na wysokości 60–150 cm, zwalonych na krzyż i oplecionych drutem kolczastym, wzmocniona minami i fugasami.